# 乌勒齐巴亚尔·杜伦巴亚尔
乌勒齐巴亚尔·杜伦巴亚尔（1996年1月31日—），蒙古男子柔道运动员，2014年亚洲运动会男子100公斤以上级银牌得主、2018年亚洲运动会男子100公斤以上级银牌得主、2018年世界柔道锦标赛男子100公斤以上级铜牌得主。